# Hal E. Hoss
Hal Elden Hoss (* 7. Oktober 1892 in Portland, Oregon; † 6. Februar 1934 in Salem, Oregon) war ein US-amerikanischer Journalist und Politiker (Republikanische Partei). 

## Werdegang
Hal Elden Hoss wurde in Portland (Oregon) geboren und wuchs dort auf. Er besuchte die ansässigen Schulen. 1914 heiratete er Myrtle Lantz. Das Paar bekam vier Kinder. 1918 wurde er der Herausgeber vom Banner Courier, einer Zeitung in Oregon City. Hoss blieb dort bis 1920. Zu dieser Zeit begann er die Enterprise zu managen und herauszugeben, auch eine Zeitung in Oregon City. 1922 trat er in die Sigma Delta Chi ein, eine Ehrenverbindung für Journalisten. Hoss blieb bis 1926 bei der Enterprise tätig und bekleidete mehrmals den Posten als Präsident der Oregon Press Association. In den Folgejahren setzte er sich für die Reformierung des Strafrechtssystems ein. Zu diesem Zwecke saß er in mehreren Kommissionen. Er wurde selbst in den staatlichen Begnadigungsausschuss berufen. Der Gouverneur Isaac Lee Patterson stellte ihn 1927 als seinen Privatsekretär ein.
Am 24. September 1928 trat Sam A. Kozer von seinem Posten als Secretary of State von Oregon zurück. Der Gouverneur von Oregon Patterson ernannte daraufhin Hoss am selben Tag für die verbleibende Amtszeit von Kozer zum Secretary of State von Oregon, um die Vakanz zu füllen. Bei den Wahlen im Jahr 1928 wurde er zum Secretary of State gewählt und 1932 wiedergewählt.  Während seiner ersten Amtszeit wurde in seiner Behörde die Operations Division geschaffen und der Staat begann, Prüfungen für den Führerscheinerwerb vorzuschreiben. Hoss verstarb 1934, im Alter von 41 Jahren, vor dem Ende seiner Amtszeit.